# 橋本尚典
橋本 尚典（はしもと なおふみ）は、日本の男性アニメーター、キャラクターデザイナー。Production I.G 新潟スタジオ出身。

## 参加作品

### テレビアニメ
- 君に届け（2009年、動画）
- ソ・ラ・ノ・ヲ・ト（2010年、原画）
- 戦国BASARA弐（2010年、動画）
- フラクタル（2011年、原画）
- もしドラ（2011年、動画）
- Xi AVANT（2011年、動画）
- BLOOD-C（2011年、原画）
- THE IDOLM＠STER（2011年、原画）
- 侵略!?イカ娘（2011年、原画）
- NARUTO -ナルト- 疾風伝（2007年～2017年、原画）
- ギルティクラウン（2011年～2012年、原画）
- 未来日記（2011年～2012年、原画）
- シャイニング・ハーツ ～幸せのパン～ （2012年、原画）
- 戦姫絶唱シンフォギア（2012年、原画）
- アクエリオンEVOL（2012年、原画）
- DOG DAYS（2012年、原画）
- カンピオーネ!（2012年、原画）
- 黒子のバスケ（2012年、原画）
- ROBOTICS;NOTES（2012年～2013年、原画）
- PSYCHO-PASS（2012年～2013年、原画）
- 宇宙兄弟（2012年～2014年、原画）
- 武装神姫（2012年、原画）
- さくら荘のペットな彼女（2012年、原画）
- 問題児たちが異世界から来るそうですよ?（2013年、原画）
- ビビッドレッド・オペレーション（2013年、原画）
- 進撃の巨人（2013年、原画）
- 銀の匙 Silver Spoon（2013年、原画）
- ポケットモンスター THE ORIGIN（2013年、原画）
- ぎんぎつね（2013年、原画）
- 俺の脳内選択肢が、学園ラブコメを全力で邪魔している（2013年、原画）
- 銀の匙 Silver Spoon 第2シリーズ（2014年、原画）
- 七つの大罪 The Seven deadly sins（2014年～2015年、原画）
- ALDNOAH ZERO 第2シリーズ（2015年、原画）
- 櫻子さんの足下には死体が埋まっている（2015年、原画）
- 僕だけがいない街（2016年、原画）
- 天使の3P!（2017年、原画）
- ネト充のススメ（2017年、原画）
- はねバド!（2018年、アクションアニメーター・原画）
- レイトン ミステリー探偵社 ～カトリーのナゾトキファイル～（2018年、原画）
- 進撃の巨人 Season 3 Part.2（2019年、アクション作画監督・原画）
- 無限の住人 -IMMORTAL-（2019年～2020年、原画）
- 啄木鳥探偵處（2020年、メインアニメーター・看板デザイン・作画監督・原画）
- Vivy -Fluorite Eye′s Song-（2021年、原画）
- 東京リベンジャーズ（2021年、作画監督・原画）
- リーマンズクラブ（2022年、サブキャラクターデザイン・プロップデザイン・作画監督・原画）
- SPY×FAMIRY（2022年、原画）
- ラブライブ！スーパースター!! 第2期（2022年、デザイン協力・原画）
- ゆるキャン△ SEASON３（2024年、キャラクターデザイン[1]・総作画監督・作画監督・原画）
- 【推しの子】 第2期（2024年、原画）
- ラブライブ！スーパースター!! 第3期（2024年、作画監督・原画）
- よふかしのうた Season2（2025年、原画）

### OVA
- +チック姉さん（2012年、原画）
- 侵略!!イカ娘（2012年、原画）
- 乃木坂春香の秘密 ふぃな～れ♪（2012年、原画）
- Vassalord.（2013年、原画）

### 劇場アニメ
- 劇場版イナズマイレブン最強軍団オーガ襲来（2010年、動画）
- ももへの手紙（2012年、動画）
- 劇場版 THE IDOLM＠STER MOVIE 輝きの向こう側へ!（2014年、原画）
- 攻殻機動隊 新劇場版 GHOST IN THE SHELL（2015年、原画）
- 泣きたい私は猫をかぶる（2020年、作画監督・原画）
- 映画 五等分の花嫁（2022年、原画）

### Wedアニメ
- B: The Beginning（2018年、原画）

### ゲーム
- THE IDOLM＠STER SHINY FESTA（2012年、原画）

### その他
- GLAY「Je t'aime」（2010年、動画）